# Citharexylum berlandieri
Citharexylum berlandieri là một loài thực vật có hoa trong họ Cỏ roi ngựa. Loài này được S.Watson mô tả khoa học đầu tiên năm 1891.